# Paul Mukobo Mundende
 (mai 2009).
Si vous disposez d'ouvrages ou d'articles de référence ou si vous connaissez des sites web de qualité traitant du thème abordé ici, merci de compléter l'article en donnant les références utiles à sa vérifiabilité et en les liant à la section « Notes et références ».
Paul Mukobo Mundende est un général congolais né le 14 mars 1937 dans la province de Bandundu et mort le 16 octobre 2015  au Luxembourg. 
Accusé en 1987 d'avoir fomenté une tentative de coup d’État, il est relégué, puis réhabilité en 1991. En 1993, il accède au grade de général de corps d'armée.
Il vivait en exil en Europe depuis le 15 mai 1997, à la suite de la victoire de l'AFDL, et résidait notamment au Luxembourg.

## Biographie

### Éducation
Paul Mukobo Mundende fait partie, en 1960, de la première promotion des étudiants congolais admis à l'École royale militaire de Belgique à Bruxelles, dont il sort diplômé en 1964.
Il fut également diplômé de l'École de commandement et d'état-major de Kinshasa en 1973, et fut licencié en relations internationales de l'UNAZA/Campus de Lubumbashi en 1975. Il est aussi diplômé de l'Institut royal supérieur de défense de Bruxelles en 1979. 

### Carrière militaire
Au sein de l'armée zaïroise, Paul Mukobo Mundende a occupé entre autres la fonction de chef d'état-major des forces terrestres à l'arrivée d'AFDL. Un parcours semé d'embûches sous l'ère Mobutu, ayant conduit à de nombreuses relégations.
En 1967, il a été nommé directeur général de l'organisation et de l'instruction au ministère de la Défense nationale, il a occupé ce poste jusqu'en 1970. C'est durant cette période que certaines écoles militaires du Zaïre ont été créées ou réhabilitées :
- École des chauffeurs et des mécaniciens (Kinshasa)
- École d'ordonnance pour former les réparateurs d'armement et de « munitions » (Kinshasa)
- École du génie (Mbanza-Ngungu, Bas-Congo)
- Centre d'entraînement commando (Kota Koli, Équateur)
- École des troupes blindées (Mbanza-Ngungu, Bas-Congo)
- École de commandement et d'état-major (en 1969 à Kinshasa)
- École de formation d'officiers (EFO à Kananga)
- Centre d'instruction/d'entraînement des troupes aéroportées (CETA en 1968 à Kinshasa)

En 1970, il a repris ses fonctions dans sa spécialité d'officier d'ordonnancement à la grande base logistique du pays à Kinshasa (camp Kokolo).
De 1972 à 1973, il a été instructeur au centre supérieur militaire. 
En 1973, il a été affecté à Lubumbashi comme chef d'état-major. Il en a profité pour faire une licence en relations extérieures à l'université de Lubumbashi (UNILU). 
En 1977, la guerre éclate au Shaba. C'est la guerre des 80 jours ou première guerre du Shaba. Des nouveaux bataillons ont  été créés et on leur a donné les noms des généraux qui les commandaient, il y avait donc les bataillons VUADI, TSHIBANGU, SHABANI et MUKOBO. 
Commandant de la division Kamanyola (en) avec le grade de général de brigade de 1982 à 1984, lors de l'éclatement de la deuxième guerre de Moba en 1984, appelée Moba II, il fut désigné commandant des opérations. Il est ensuite commandant de la première Région Militaire (Katanga) puis chef d'état-major de la force terrestre de 1985 à 1987. 
Paul Mukobo Mundende est accusé en 1987 d'avoir fomenté une tentative de coup d’État, après avoir reçu des armes belges. Il est relégué durant 4 ans à Isangi, puis est réhabilité en 1991. Il dit avoir été victime d'une « cabale », dénonçant le tribalisme de certains officiers issus de la province de l’Équateur et de la province orientale, qui ne voulaient pas qu'il soit nommé au poste de secrétaire d’État à la Défense nationale par Mobutu.
Chef d'état-major adjoint chargé de la logistique des Forces armées zaïroises (FAZ), avec le grade de général de division, il est promu, en 1993, général de corps d'armée. Commandant de la 7e Région militaire à Mbandaka et gouverneur de la province de l'Équateur en 1997.
À la suite de la victoire de l'AFDL, il part en exil à partir du 15 mai 1997.